# Saint François recevant les stigmates (Le Greco, Baltimore)
Pour les articles homonymes, voir Saint François recevant les stigmates.
Saint François recevant les stigmates est un thème récurrent chez Le Greco. la version conservée aux États-Unis au Walters Art Museum de Baltimore est une peinture à l'huile sur toile de 102,2 × 96,8 cm datant de 1585 environ . Le Greco représente saint François d'Assise, dans diverses poses d'extase, presque toujours avec un crucifix ou un crâne. Il a réalisé ce sujet la première fois à Rome, début d'une série de vingt-cinq par le maître et d'une centaine par son atelier tolédan.

## Description
François est représenté recevant les stigmates. Dans la partie supérieure gauche, on peut contempler la vision du Christ sur la croix parmi les nuages, d'où rayonne la lumière, illuminant le saint.
François porte l'habit franciscain brun traditionnel. Son caractère émacié est typique de l'image d'un ascète. Seules les mains délicates dépassent sous l'habit large, avec des stigmates visibles, et, sous le capuchon, un visage avec des traits pointus et des pommettes fortement saillantes. François regarde le crucifix. La scène entière est dépourvue de tout élément gênant ; le fond est sombre et l'artiste se concentre sur le personnage et sa vision dont la lumière l'éclaire. Le Greco a utilisé l'une des astuces qu'il a développées dans des œuvres antérieures : il a soumis les vêtements à une modulation appropriée, qui les transforme en expression pure sans affecter le réalisme de la texture et de la forme.
En même temps, Le Greco peint la deuxième version qui se trouve maintenant au palais de l'Escurial. La version est également signée, mais en raison de la découpe de la toile, la signature est incomplète.

## Expositions
Le tableau de Baltimore a été présenté au public à Paris à l'exposition Greco du Grand Palais, du 16 octobre 2019 au 10 février 2020.